# Pirrolobenzodiazepina

A antramicina contém núcleo de pirrolobenzodiazepina

Pirrolobenzodiazepinas (PBD) são uma classe de compostos que podem possuir propriedades antibióticas ou antitumorais.
Algumas pirrolobenzodiazepinas diméricas são usadas como cargas úteis de drogas citotóxicas em conjugados anticorpo-fármaco, por exemplo, o SGN-CD33A.